# Museos nacionales de España
En España, los museos nacionales son un tipo de museo que integra la Red de Museos de España, conforme fue establecida en virtud del Real Decreto 1305/2009, de 31 de julio, por el que se crea la Red de Museos de España. El artículo tres del mencionado R. D. establece:

1. La Red de Museos de España está integrada por:

a) Los Museos Nacionales de titularidad y gestión estatal, que se relacionan en el anexo I.

b) Los Museos de titularidad y gestión estatal o pertenecientes al sector público estatal adscritos al Ministerio de Cultura y a otros Departamentos Ministeriales, que se relacionan en el anexo II. A iniciativa del Ministerio correspondiente se podrá solicitar la inclusión en este anexo de nuevas instituciones.

2. Podrán incorporarse a la Red de Museos de España, de conformidad con los criterios de calidad y excelencia que el Consejo de Museos determine, las instituciones museísticas contenidas en las siguientes categorías:

a) Museos de titularidad estatal y gestión transferida a las comunidades autónomas, conforme a lo establecido en la disposición adicional primera.

b) Museos de titularidad pública autonómica o local, de singular relevancia, previo acuerdo entre la Administración General del Estado y la Administración correspondiente, y previa consulta a la comunidad autónoma donde radique el museo de titularidad pública local.

c) Instituciones privadas de singular relevancia, previo acuerdo, en su caso, entre la Administración General del Estado y el titular de la institución, y previa consulta a la comunidad autónoma donde radique la institución.
Artículo 3 del Real Decreto 1305/2009

En octubre de 2014, integraban la «Red de Museos de España» 34 museos, 21 de ellos de titularidad y gestión estatal y 13 de titularidad y gestión estatal o pertenecientes al sector público estatal adscritos al Ministerio de Cultura y a otros departamentos ministeriales.

## Historia
El surgimiento de la institución museística en España está unida al coleccionismo real, nobiliario y eclesiástico, de donde surgirán las dos grandes tipologías de museos, por lo que atañe a su titularidad: los públicos y los privados.
Los museos públicos tienen como base fundamental las colecciones reales y eclesiásticas. En particular destacan las de Isabel I, Carlos I, Felipe II, Felipe IV, Felipe V, Carlos III o Carlos IV. En la época contemporánea, parte de las colecciones de la Iglesia pasó —tras los procesos desamortizadores europeos del siglo XIX—, a constituir la base de los museos provinciales, de titularidad pública.
La Ley 16/1985 de Patrimonio Histórico Español y el Real Decreto 620/1987, por el que se aprueba el Reglamento de Museos de Titularidad Estatal y del Sistema Español de Museos, expone una definición de museo en la línea proclamada por el Consejo Internacional de Museos (ICOM): «Son museos las instituciones de carácter permanente que adquieren, conservan, investigan, comunican y exhiben para fines de estudio, educación y contemplación conjuntos y colecciones de valor histórico, artístico, científico y técnico o de cualquier otra naturaleza cultural» (artículo 59.3, Ley 16/1985).

## Red de Museos de España
La Red de Museos de España, según el citado R. D. 1305/2009 (corregido por el R. D. 1827/2009, de 27 de noviembre, por el que se otorga el carácter de museo nacional al Museo Romántico y se modifica su denominación por la de Museo Nacional del Romanticismo y por el R. D. 1714/2011, por el que se suprime el Museo Nacional de Reproducciones Artísticas, se incorpora al Museo Nacional de Escultura y sus fondos se trasladan a Valladolid) está integrada por los siguientes museos (el orden es el del propio RD):
- 140 de los museos españoles pertenecen a la Administración General del Estado.
  - 84 museos están adscritos al Ministerio de Cultura:
    - 16 son de gestión exclusiva de la Dirección General de Bellas Artes.[1]
    - 64 son de gestión transferida a las comunidades autónomas (por medio de convenios).
    - El Museo Nacional del Prado es un organismo público especial.
    - El Museo Nacional Centro de Arte Reina Sofía es un organismo autónomo.
    - El Museo Nacional de Artes Escénicas es de gestión exclusiva del Instituto Nacional de las Artes Escénicas y de la Música (INAEM).

  - 56 museos están adscritos a otros departamentos ministeriales, organismos autónomos, reales academias, etc.

I. Museos nacionales de titularidad y gestión estatal (anexo I)
- Museos adscritos al Ministerio de Cultura: 
  - Lo componen 84 museos: 4 de singularidad especial, 16 gestionados directamente por el Ministerio de Cultura y los restantes 64 tienen transferida su gestión a las respectivas comunidades autónomas.
    - 4 de singularidad especial (ámbito de la Secretaría de Estado de Cultura) que se gestionan de distintas formas:[1]
      - Museo Nacional del Prado, Madrid. Gestionado según su Ley Reguladora, de noviembre de 2003.
      - Museo Nacional Thyssen-Bornemisza, Madrid. Gestionado por la Fundación Colección Thyssen-Bornemisza, fundación pública sin ánimo de lucro
      - Museo Nacional Centro de Arte Reina Sofía, Madrid. Autónomo.
      - Museo Nacional de Artes Escénicas, Almagro, Ciudad Real. Gestionado por Instituto Nacional de las Artes Escénicas y de la Música.

    - 16 museos gestionado íntegramente por el Ministerio de Cultura a través de la Dirección General de Bellas Artes:
      - Museo Arqueológico Nacional (MAN), Madrid.
      - Museo Nacional y Centro de Investigación de Altamira, Santillana del Mar, Cantabria.
      - Museo Nacional de Arqueología Subacuática (Arqva), Cartagena, Región de Murcia.
      - Museo del Traje, Madrid.
      - Museo Nacional de Artes Decorativas (MNAD), Madrid.
      - Museo Nacional de Cerámica y Artes Suntuarias González Martí, Valencia.
      - Museo Nacional de Escultura (anteriormente llamado Museo Nacional Colegio de San Gregorio y Museo Nacional de Reproducciones Artísticas), Valladolid.
      - Museo del Greco, Toledo.
      - Museo Casa de Cervantes, Valladolid.
      - Museo Nacional de Arte Romano (MNAR), Mérida, Badajoz.
      - Museo Sefardí, Toledo.
      - Museo Sorolla, Madrid.
      - Museo Nacional de Antropología, Madrid.
      - Museo Cerralbo, Madrid.
      - Museo del Romanticismo, Madrid.
      - Museo de América, Madrid.

- Museos adscritos al Ministerio de Defensa:

- Museo del Ejército, Toledo.
- Museo Naval.
- Museo del Aire y del Espacio, Madrid.

- Museo adscrito al Ministerio de Vivienda y Agenda Urbana:

- Casa de la Arquitectura, Madrid.

- Museos adscritos al Ministerio de Ciencia, Innovación y Universidades:

- Museo Nacional de Ciencia y Tecnología, Alcobendas, Comunidad de Madrid, y La Coruña.
- Museo Nacional de Ciencias Naturales, Madrid.
- Museo Cajal, Madrid.

II. Museos de titularidad y gestión estatal o pertenecientes al sector público estatal adscritos al Ministerio de Cultura y a otros Departamentos Ministeriales (anexo II)
- Museos con participación del Ministerio de Cultura en su órganos de Gobierno (no son considerados museos nacionales o estatales):

- Museo Lázaro Galdiano, Madrid.

- Museos adscritos al Ministerio de Defensa:

- Museos periférico militares del Ejército de Tierra  (uno por comunidad autónoma excepto en la Comunidad de Madrid y en Castilla-La Mancha).
- Museos filiales del Museo Naval (Canarias, Cartagena, Ferrol, San Fernando, Torre del Oro y Álvaro de Bazán).

- Museo adscrito al Ministerio de Asuntos Económicos y Transformación Digital:

- Museo Casa de la Moneda, Madrid.

- Museos adscritos al Ministerio de Transportes, Movilidad y Agenda Urbana:

- Museo del Ferrocarril de Madrid, Madrid
- Museo del Ferrocarril de Cataluña, Villanueva y Geltrú, Barcelona

- Museos adscritos al Ministerio de Ciencia e Innovación:

- Real Jardín Botánico, Madrid.
- Museo Geominero, Madrid.